# Hyginus mythographus

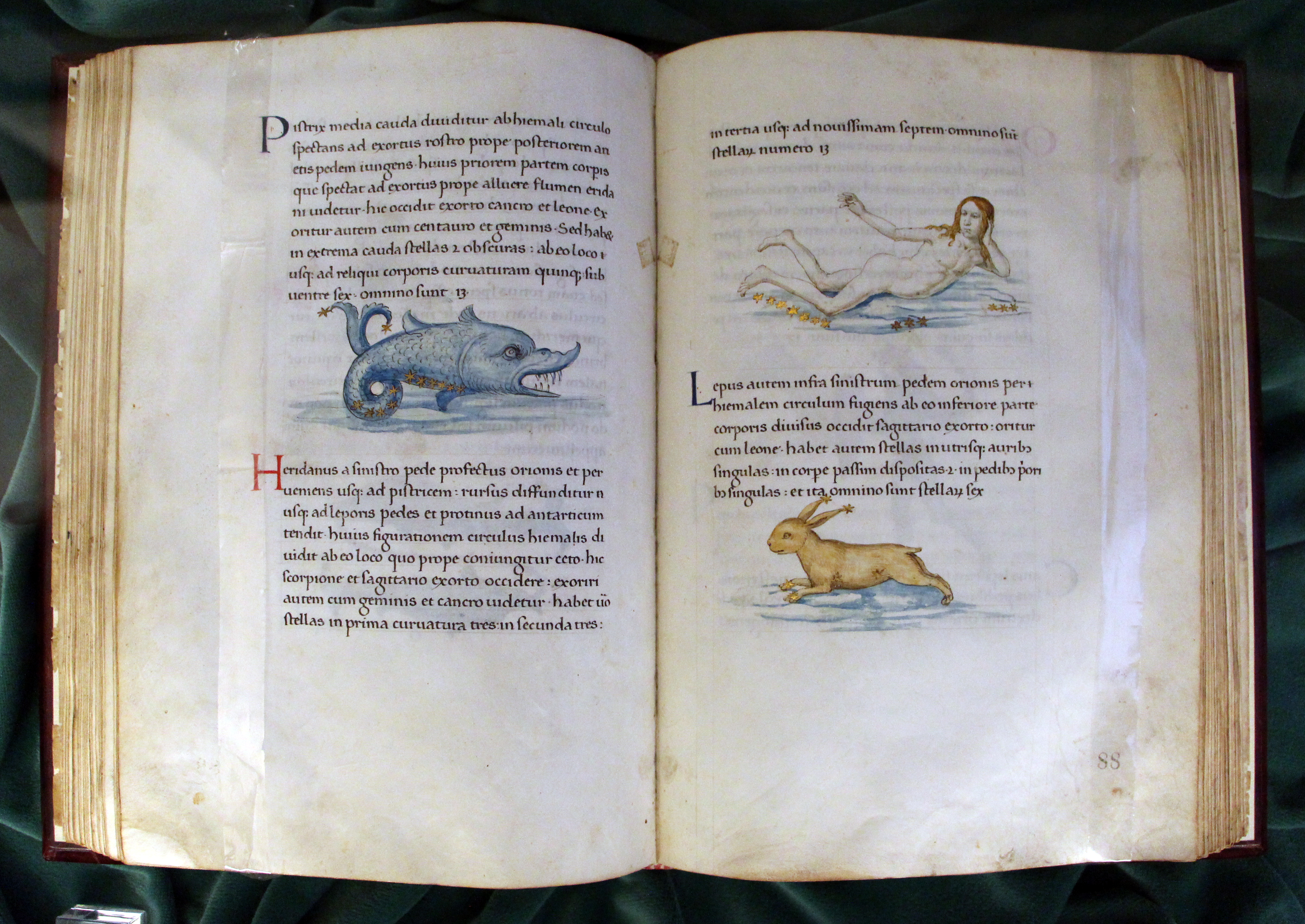
De astronomia (1450-1500 ca., Biblioteca Medicea Laurenziana, pluteo 89 sup 43)

Cu numele Hyginus mythographus (din latină) (italiană: Igino Astronomo) este numit un mitograf roman, autorul a două colecții de legende, care s-au păstrat, sub denumirea de Hyginus, care sunt susceptibile a fi atribuite, din motive de limbă și stil, dinastiei Antoninilor (96 - 192).

## Lucrări
* De astronomia sau Astronomica - o colecție de patru cărți de legende mitologice legate de stele.
- Fabulae - o colecție de mituri grecești.

Este uneori confundat cu bibliotecarul august Gaius Iulius Hyginus.